# ASIMO

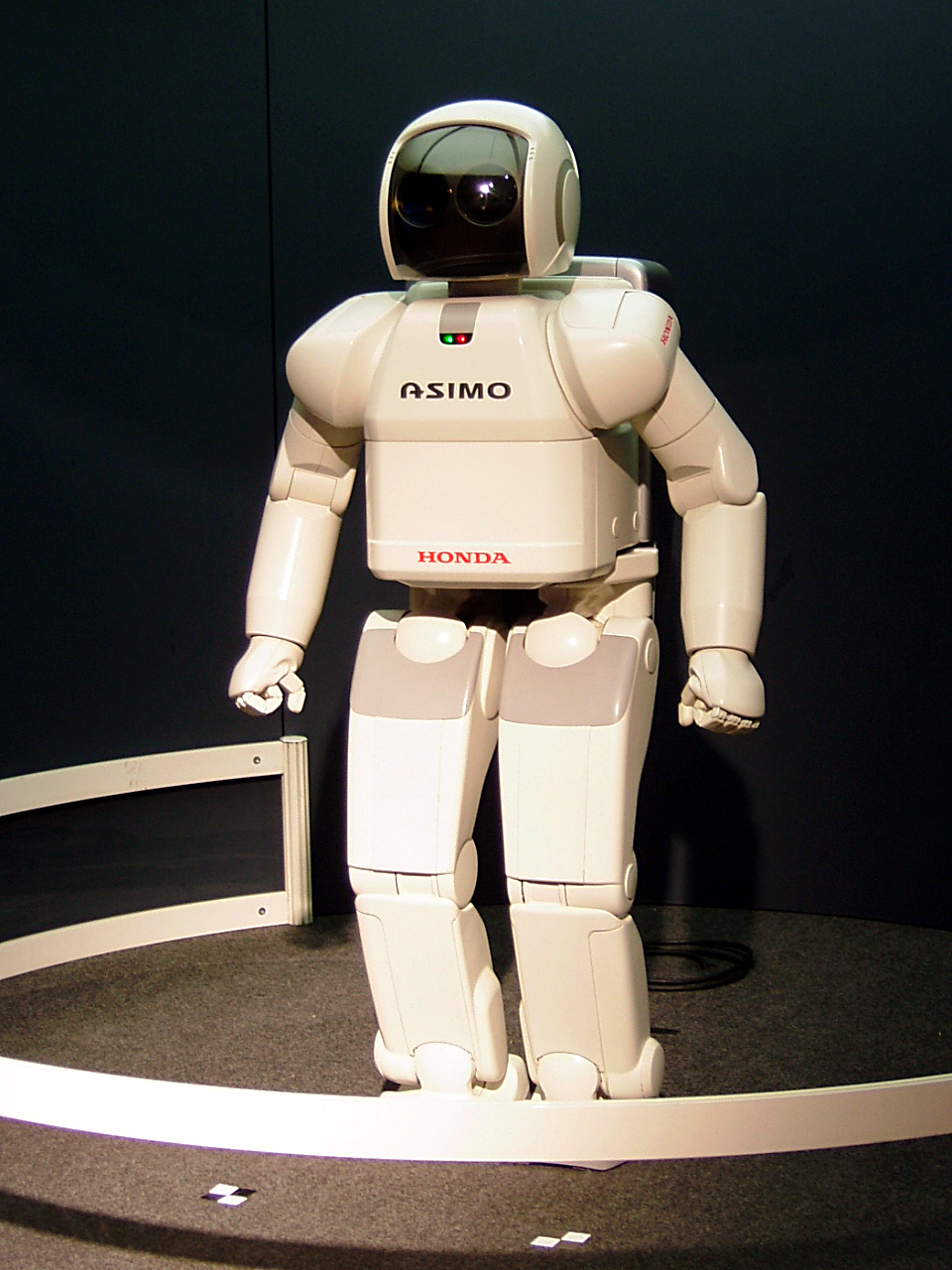
Honda ASIMO

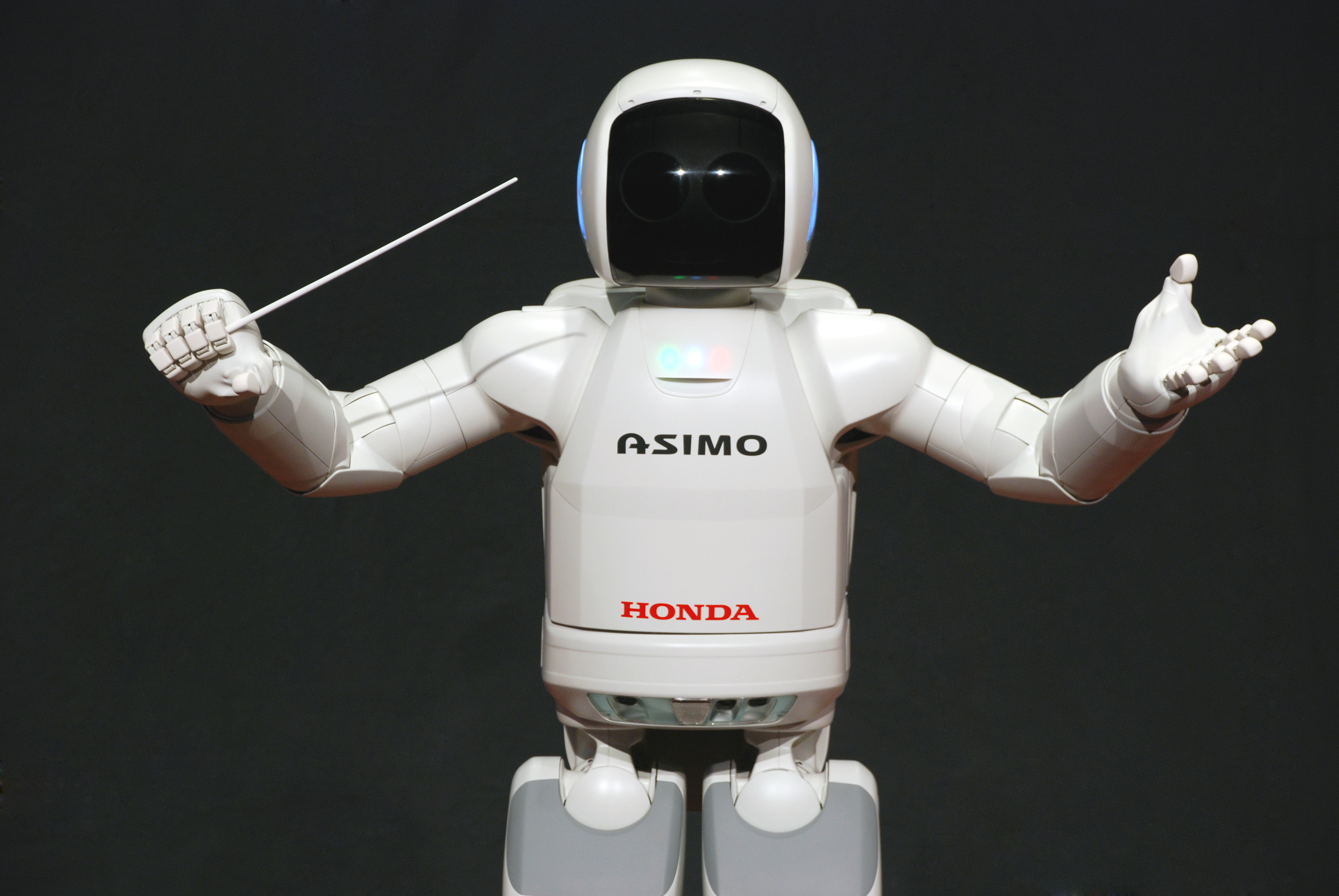
Dyrygent (2008)

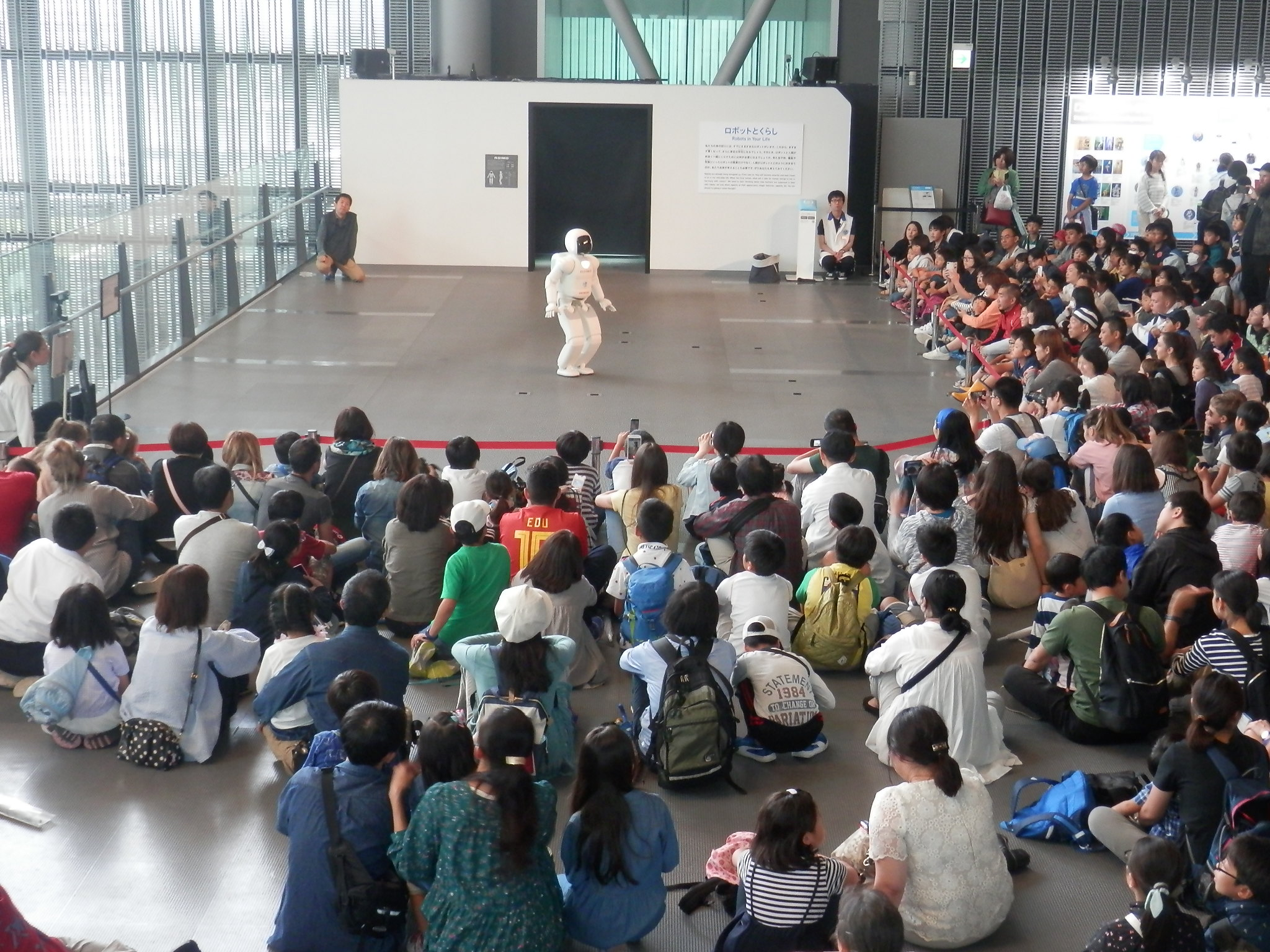
Miraikan (Muzeum Przyszłości), spotkanie z dziećmi (2018)

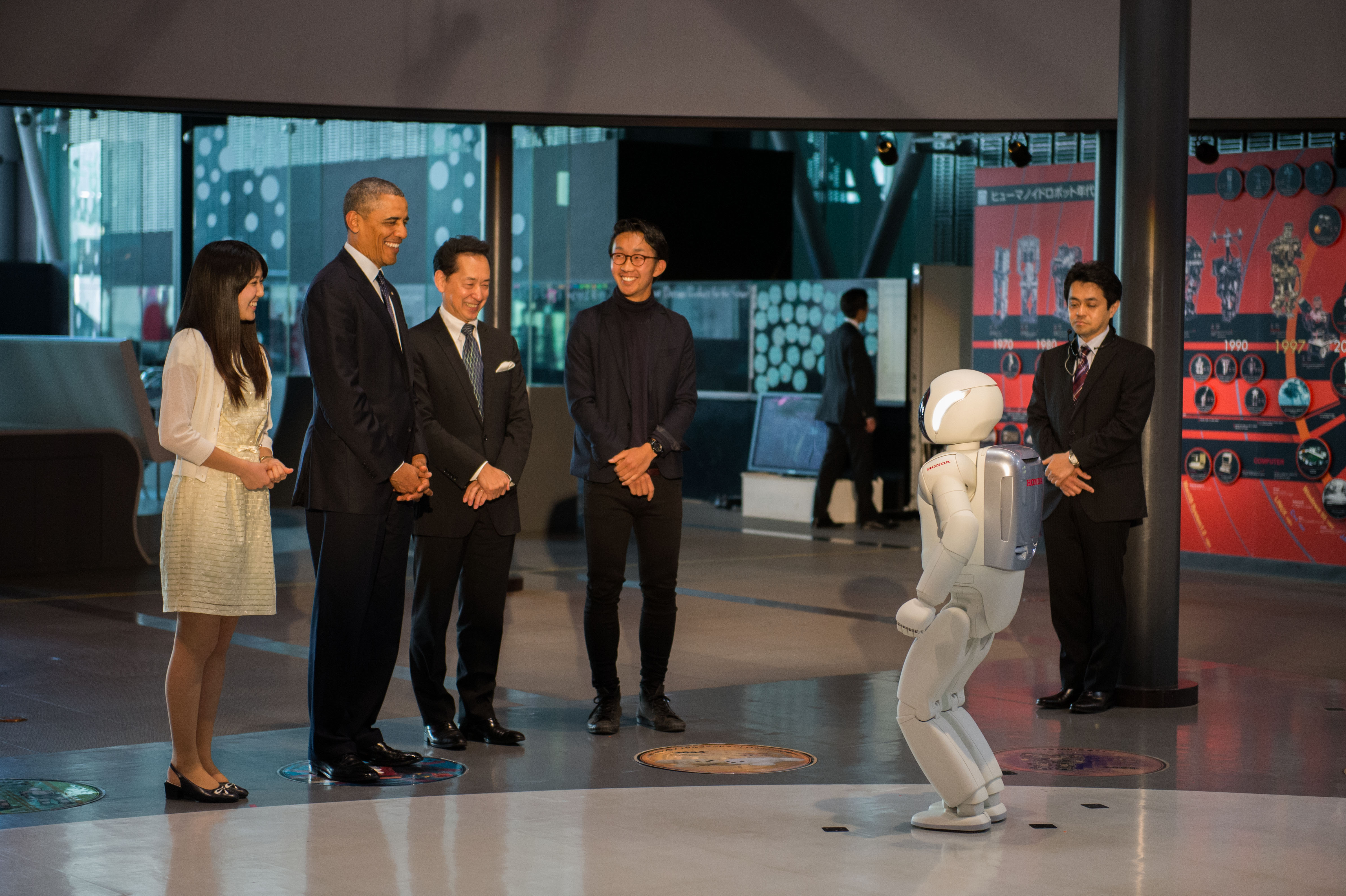
Spotkanie z prezydentem Barackiem Obamą w Miraikan (2014)

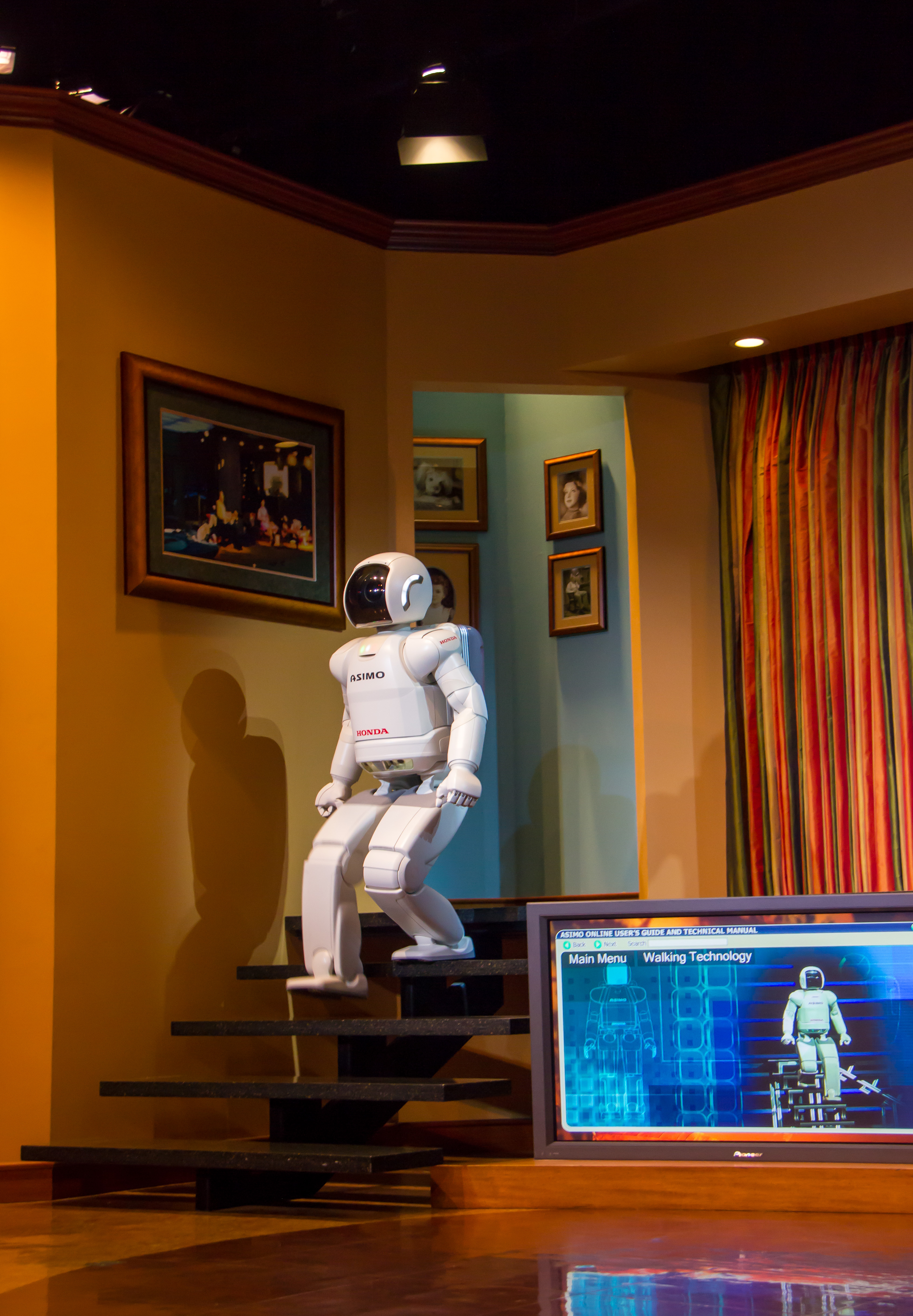
Disneyland (2012)

ASIMO od ang. „Advanced Step in Innovative Mobility“; jap. Ashimo (アシモ) – humanoidalny robot zaprezentowany 31 października 2000 roku. Stworzony został przez japońskie przedsiębiorstwo Honda. Prace nad robotem trwały 18 lat i zostały zakończone w czerwcu 2018 roku.

## Dane ogólne
ASIMO jest jedenastym modelem dwunożnego robota. Projekt rozwijał się od roku 1986, kiedy stworzono pierwszy model E0. ASIMO jest stworzony tak, aby mógł chodzić do przodu, do tyłu, w bok, biegać, omijać przeszkody, zawracać i wchodzić w interakcję z otoczeniem. Celem producenta jest stworzenie robota, który będzie pomocny w codziennym życiu człowieka.
W porównaniu do poprzedniego modelu P3 jest poszerzony o możliwość skrętu bioder, zginania karku, nadgarstków i palców. Rozpoznaje poruszających się ludzi oraz ich twarze. Może podążać za ich ruchem. Przychodzi także na zawołanie i potrafi rozpoznać 50 japońskich zwrotów. ASIMO najwierniej z dotychczas stworzonych robotów odtwarza ruchy, jakie wykonują ludzie przy chodzeniu.
W roku 2003 towarzyszył premierowi Japonii podczas jego oficjalnej wizyty w Czechach, jako ambasador dobrej woli wszystkich robotów. Złożył także wtedy kwiaty pod pomnikiem pisarza Karela Čapka, który jako pierwszy użył słowa robot w roku 1920.
Honda wypożycza ASIMO przedsiębiorstwom i organizacjom japońskim, które wykorzystują go w celach promocyjnych, np. witania gości.
ASIMO bierze udział m.in. w corocznych mistrzostwach świata robotów w piłce nożnej – RoboCup. Projektem jest zainteresowana NASA, która upatruje w tym robocie dobrego kandydata do lotów kosmicznych na Marsa. Jednak wpierw producent będzie musiał się zmierzyć z problemem niskiej wytrzymałości akumulatorów zapewniających robotowi energię na zaledwie 25 minut spaceru.
15 grudnia 2004 roku Honda przedstawiła nową generację ASIMO. Prędkość chodu zwiększono z 1,6 km/h do 2,5 km/h. Dodano także możliwość biegania z prędkością 3 km/h (robot utrzymuje się w powietrzu przez 0,05 s). Żywotność akumulatorów zwiększono do 1 godziny. Zmianie uległa jego waga i wysokość.
13 grudnia 2005 roku ASIMO przeszedł kolejną modyfikację. Największą zmianą w stosunku do poprzednika jest zwiększenie prędkości biegu z 3 km/h do 6 km/h (teraz robot w powietrzu utrzymuje się przez 0,08 s). Robot może także biegać po okręgu o średnicy 2,5 metra z prędkością 5 km/h. Zwiększono także prędkość chodu z 2,5 km/h do 2,7 km/h. Kiedy ASIMO przenosi przedmiot o wadze do 1 kg, prędkość jest automatycznie obniżona do 1,6 km/h. Zaimplementowana została również możliwość spaceru za rękę z osobą towarzyszącą.

## Wystąpienia publiczne
Od czasu wprowadzenia ASIMO w 2000 roku, robot podróżował po całym świecie i występował przed międzynarodową publicznością. ASIMO po raz pierwszy wystąpił publicznie w USA w 2002 roku przy otwarciu Nowojorskiej Giełdy Papierów Wartościowych. Od stycznia 2003 do marca 2005 roku, robot występował w Stanach Zjednoczonych i Kanadzie, demonstrując swoje umiejętności przed ponad 130 tys. widzów. Była to część jego trasy edukacyjnej po Ameryce Północnej. Odwiedził muzea naukowe i technologiczne oraz instytucje badawcze. Celem trasy było zachęcenie studentów do nauki poprzez pokaz na żywo, który podkreślał umiejętności ASIMO. 
Ponadto, robot odwiedził czołowe wydziały inżynieryjne i informatyczne w Stanach Zjednoczonych w ramach ASIMO Technology Circuit Tour w celu zachęcenia uczniów do podjęcia pracy naukowej. W 2004 roku ASIMO zostało zaprezentowany w Carnegie Mellon University. W marcu 2005 roku robot przeszedł po czerwonym dywanie na światowej premierze filmu animowanego Roboty. W czerwcu 2005 roku ASIMO wziął udział w programie „Say 'Hello' to Honda's ASIMO” w Atrakcjach Innowacji w Disneylandzie. 
Robot po raz pierwszy odwiedził Wielką Brytanię w styczniu 2004 roku w celu publicznych demonstracji w Muzeum Nauki w Londynie. ASIMO kontynuował swoją podróż, zatrzymując się w: Hiszpanii, Zjednoczonych Emiratach Arabskich, Rosji, RPA i Australii. W październiku 2008 roku ASIMO przywitał księcia Karola podczas wizyty w Miraikan (National Museum of Emerging Science and Innovation, Nippon Kagaku Miraikan, „Muzeum Przyszłości Nauki Japońskiej”) w Tokio, gdzie zaprezentował siedmiominutowy chód oraz taniec.
Podczas demonstracji w siedzibie Hondy w Tokio w 2007 roku firma zaprezentowała nowe technologie wywiadowcze, które umożliwiły współpracę wielu robotów ASIMO. Demonstracja pokazała zdolność robota do identyfikowania i unikania zbliżających się ludzi, pracy z innym ASIMO, rozpoznawania, kiedy należy naładować baterię i wykonywania nowych czynności, takie jak przenoszenie tacy i pchanie wózka.
W 2008 roku ASIMO poprowadził w Detroit wykonanie „The Impossible Dream” przez orkiestrę symfoniczną Detroit Symphony Orchestra, aby zwrócić uwagę na możliwość współpracy z orkiestrą i wspieranie sztuk widowiskowych. Replika ASIMO, mierząca ok. 15 m i wykonana z artykułów spożywczych, poprowadziła sto dwudziestą Paradę Róż z okazji 50-lecia Hondy w USA. Później tego samego roku, robot pojawił się we Włoszech na festiwalu w Genui.
W styczniu 2010 roku Honda zadebiutowała dokumentem „Living with Robots” na Sundance Film Festival w Park City w stanie Utah. Film skupia się na doświadczeniu interakcji człowieka z robotami takimi jak ASIMO. W kwietniu 2011 roku został pokazany na FIRST Championship w Saint Louis w stanie Missouri, aby zachęcić uczniów do kontynuowania studiów z matematyki, nauk ścisłych i inżynierii.
ASIMO odwiedził Ontario Science Center w Toronto w maju 2011 roku i przedstawił swoje umiejętności kanadyjskim studentom, a w Ottawie odsłonił wystawę w Canadian Museum of Civilization.
2 grudnia 2011 roku ASIMO pojawił się jako gość w brytyjskim teleturnieju QI (Quite Interesting). Po podaniu wody gospodarzowi Stephenowi Fry i zatańczeniu z aktorką komediową Jo Brand, ASIMO wygrał z 32 punktami.
ASIMO był również inspiracją do stworzenia filmu „Robot i Frank” z 2012 roku. Robot w filmie, zagrany przez aktora w kostiumie, ma wygląd ASIMO.
24 marca 2017 Honda zaprezentowała ASIMO w atrakcji Disneylandu o nazwie Autopia.

## Dane techniczne
- Masa: 54 kg (pierwotnie 52 kg)
- Prędkość chodu: 2,7 km/h (pierwotnie kolejno 1,6 km/h i 2,5 km/h)
- Prędkość biegu: wprost 6 km/h (pierwotnie 3 km/h), po okręgu (o średnicy 2,5 m) – 5 km/h
- Wysokość: 130 cm (pierwotnie 120 cm)
- Szerokość: 45 cm
- Głębokość: 44 cm
- Czas działania: 1 godzina (pierwotnie 30 minut)

## Historia rozwoju
Litera E w nazwie oznacza Model Eksperymentalny

Litera P w nazwie onzacza Model Prototypowy
- 1986: E0
- 1987 – 1991: E1, E2, E3
- 1991 – 1993: E4, E5, E6
- 1994 – 1997: P1, P2, P3
- od 2000: ASIMO